# Selianitika
Selianitika (en grec Σελιανίτικα) est un village de Grèce, au nord du Péloponnèse (Achaïe), sur le golfe de Corinthe. Le village compte 1 147 habitants (recensement 2001) et se trouve à 30 km à l'ouest de la ville de Patras et 7 km à l'est de la ville de Egio.